# Alpay Özalan
Alpay Özalan, turški nogometaš in trener, * 29. maj 1973, İzmir, Turčija.
Za turško reprezentanco je odigral 90 uradnih tekem in dosegel štiri gole.